# Danilo Naranjo González
Danilo Naranjo González (...) è un giocatore di football americano tedesco che gioca come wide receiver per i Berlin Adler.

## Palmarès
- 1 Europeo (2014)
- 1 Europeo Under-19 (2008)